# Sambava (district)
Sambava is een district van Madagaskar in de regio Sava. Het district telt 288.396 inwoners (2011) en heeft een oppervlakte van 4.780 km², verdeeld over 25 gemeentes. De hoofdplaats is Sambava.